# Floyd Mayweather, Jr.
Floyd Mayweather Jr. (* 24. února 1977 Grand Rapids jako Floyd Joy Sinclair, později známý jako “Money”, “Money May”, “Pretty boy”) je americký profesionální boxer. Je zapsán v Guinnessově knize rekordů jako boxer s nejvíce zápasy bez porážky (50:0) a také jako nejlépe vydělávající zástupce tohoto sportu v historii. Je synem bývalého boxera a trenéra Floyda Mayweathera, Sr.

## Sportovní kariéra
V letech 1993 až 1995 vybojoval tři tituly amatérského mistra USA, na LOH 1996 získal bronzovou medaili v pérové váze, když v semifinále prohrál po sporném výroku rozhodčích s Bulharem Serafimem Todorovem.
Po olympiádě se stal profesionálem, ve své kariéře vybojoval 51 zápasů a všechny vyhrál, z toho 27 knockoutem. Byl mistrem světa organizace World Boxing Council ve váze do 59 kg v letech 1998 až 2002, ve váze do 61,2 kg (2002–2004), ve váze do 63,5 kg (2005–2006), ve váze do 66,7 kg (2006–2008 a 2011–2015) a ve váze do 69,8 kg (2013–2015), International Boxing Federation ve váze do 66,7 kg (2006) a World Boxing Association ve váze do 69,8 kg (2012–2016). Jeho zápas s Mannym Pacquiaem 2. května 2015 v Las Vegas byl nejdražším boxerským zápasem historie s rozpočtem přesahujícím 400 milionů dolarů. Získal cenu časopisu The Ring pro nejlepšího boxera roku v letech 1998 a 2007, ESPY Award v kategorii bojových sportů 2007, 2008, 2010, 2012, 2013 a 2014 a cenu Sugar Ray Robinsona udělovanou sportovními novináři 2007, 2013 a 2015. V září 2015 oznámil ukončení kariéry, během níž podle časopisu Forbes vydělal sedm set milionů dolarů.
Dne 26. srpna 2017 se utkal v Las Vegas v boxerském klání s Conorem McGregorem, irským bojovníkem federace UFC, kterého porazil v desátém kole technickým K.O.
Dne 31. prosince 2018 se utkal v Tokiu v boxerském klání s japonským kickboxerem Tenshinem Nasukawou, kterého porazil v prvním kole technickým K.O.